# Need You Now (песня)
«Need You Now» — первый сингл с одноимённого альбома американской кантри-группы Lady Antebellum с их второго альбома.
Песня возглавила хит-парад Billboard Hot Country Songs и заняла 2 место в Billboard Hot 100, а также заняла высокие места в чартах Канады, Ирландии, Новой Зеландии, Нидерландов и Норвегии. Песня получила по две награды Academy of Country Music Awards и CMT Music Awards и победила в 4х категориях на церемонии вручения премии «Грэмми» 2011. В США сингл получил статус 4x Платинового.

## Информация о песне
Текст песни описывает телефонный звонок посреди ночи, герои хотят спастись от одиночества и ищут компанию. Чарльз Келли в интервью для The Boot рассказал, что продюсеры беспокоились из-за наличия в песне строчки «I’m a little drunk» (я немного пьян), но было решено оставить её. Режиссёром видеоклипа «Need You Now» стал Дэйв Макклистер; в нём у каждого члена группы своя история любви, в конце они все оказываются на балу-маскараде вместе со своими возлюбленными.

## Отзывы критиков
«Need You Now», в основном, получила положительные оценки от музыкальных критиков. Сайт The 9513, посвящённый кантри-музыке, оценил вокал Хиллари Скотт, придающий песне ощущение искренности. Billboard и Roughstock также оставили положительные отзывы.

## Награды и номинации
| Год  | Премия                           | Номинация                                           | Результат |
| ---- | -------------------------------- | --------------------------------------------------- | --------- |
| 2010 | Academy of Country Music         | Сингл года                                          | Победа    |
| 2010 | Academy of Country Music         | Песня года                                          | Победа    |
| 2010 | Academy of Country Music         | Видео года                                          | Номинация |
| 2010 | CMT Music Awards                 | Видео группы года                                   | Победа    |
| 2010 | CMT Music Awards                 | Видео года                                          | Номинация |
| 2010 | Teen Choice Awards               | Choice Music: Country Song                          | Номинация |
| 2010 | Country Music Association Awards | Сингл года                                          | Победа    |
| 2010 | Country Music Association Awards | Видео года                                          | Номинация |
| 2010 | American Country Awards          | Сингл года                                          | Победа    |
| 2010 | American Country Awards          | Сингл дуэта/группы                                  | Победа    |
| 2010 | American Country Awards          | Видео года                                          | Номинация |
| 2010 | American Country Awards          | Видео дуэта/группы                                  | Победа    |
| 2011 | «Грэмми»                         | Запись года                                         | Победа    |
| 2011 | «Грэмми»                         | Песня года                                          | Победа    |
| 2011 | «Грэмми»                         | Лучшее вокальное кантри исполнение дуэта или группы | Победа    |
| 2011 | «Грэмми»                         | Лучшая кантри песня                                 | Победа    |

## Персонал
В записи песни принимали участие:
- Чед Кромвелл — ударные
- Роб Макнелли — электрогитара (соло)
- Джейсон Гэмбилл — электрогитара
- Дэйв Хейвуд — акустическая гитара
- Пол Уорли — акустическая гитара, электрогитара
- Крейг Янг — бас-гитара
- Майкл Роуджаз — фортепиано, синтезатор
- Хиллари Скотт — вокал
- Чарльз Келли — вокал

## Позиции в чартах
Песня стала вторым хитом группы, возглавившим хит-парад Billboard Hot Country Songs/ «Need You Now» также добралась до 2 места в Billboard Hot 100 и Canadian Hot 100. Песня стала второй в стиле кантри, возглавившей чарт Billboard Adult Top 40 (первой была песня Фэйт Хилл «Breathe» в 2000 году).
В конце 2010 года песня заняла 2 место в списке лучших синглов США 2010 года по версии Billboard

| Чарт (2009—2010)                    | Лучший результат |
| ----------------------------------- | ---------------- |
| Австралия (ARIA)                    | 27               |
| Бельгия/Фландрия (Ultratop 50)      | 25               |
| Бельгия/Валлония (Ultratop 50)      | 49               |
| Billboard Brasil                    | 11               |
| Канада (Billboard Canadian Hot 100) | 2                |
| Дания (Tracklisten)                 | 17               |
| Ирландия (IRMA)                     | 3                |
| Japan Hot 100                       | 12               |
| Нидерланды (Single Top 100)         | 7                |
| Нидерланды (Dutch Top 40)           | 7                |
| Франция (SNEP Téléchargements)      | 22               |
| Финляндия (Suomen virallinen lista) | 12               |
| Новая Зеландия (Recorded Music NZ)  | 5                |
| Норвегия (VG-lista)                 | 8                |
| Испания (PROMUSICAE)                | 39               |
| Швеция (Sverigetopplistan)          | 13               |
| Швейцария (Schweizer Hitparade)     | 11               |
| Великобритания (OCC UK Singles)     | 15               |
| США (Billboard Hot 100)             | 2                |
| США (Billboard Hot Country Songs)   | 1                |
| США (Billboard Adult Contemporary)  | 1                |
| США (Billboard Dance Club Songs)    | 15               |
| США (Billboard Pop Airplay)         | 2                |
| США (Billboard Adult Pop Airplay)   | 1                |

| Страна         | Организация | Статус        | Продажи    |
| -------------- | ----------- | ------------- | ---------- |
| США            | RIAA        | 4х Платиновый | 4.028.000+ |
| Австралия      | ARIA        | Золотой       | 35.000+    |
| Новая Зеландия | RIANZ       | Золотой       | 7.500+     |

| Чарт (2010)                  | Позиция |
| ---------------------------- | ------- |
| Billboard Hot 100            | 2       |
| Billboard Adult Contemporary | 1       |
| Billboard Country Songs      | 48      |
| Billboard Pop Songs          | 24      |
| Billboard Adult Pop Songs    | 3       |
| Billboard Radio Songs        | 1       |
| Billboard Digital Songs      | 7       |
| Billboard Ringtones          | 1       |
| Japanese Top 100             | 80      |
| Canadian Hot 100             | 9       |
| Israeli Singles Chart        | 8       |
| Swiss Singles Chart          | 50      |

## Хронология релизов
| Страна         | Дата            | Лейбл             |
| -------------- | --------------- | ----------------- |
| США            | 24 августа 2009 | Capitol Nashville |
| Германия       | 23 апреля 2010  | Capitol Nashville |
| Италия         | 23 апреля 2010  | Capitol Nashville |
| Великобритания | 30 апреля 2010  | Parlophone        |